# Jutta Urpilainen
Jutta Pauliina Urpilainen (født 4. august 1975 i Lapua) er en finsk politiker. Hun var den første kvindelige formand for Finlands Socialdemokratiske Parti (SDP), som hun ledede fra 2008 til 2014. Hun var Finlands finansminister fra 2011 til 2014. Fra 1. december 2019 er hun en kommissær med ansvar for internationale partnerskaber i Europa -Kommissionen under ledelse af Ursula von der Leyen.

## Politisk karriere

### Parlamentsmedlem og partiledelse
Urpilainen blev valgt til Finlands parlament for Vaasa-kredsen ved parlamentsvalget i 2003. I parlamentet var hun medlem af Udvalget for Uddannelse og Kultur og suppleant i Økonomiudvalget. Ud over sit parlamentariske arbejde var hun også medlem af Det Finske Institut for Internationale Anliggender.
Urpilainen blev valgt som formand for det socialdemokratiske parti i juni 2008, efter tidligere vicepremierminister og finansminister Eero Heinäluoma. Hun vandt ved den anden afstemning og besejrede tidligere udenrigsminister Erkki Tuomioja med 218 stemmer mod 132. I løbet af hendes embedsperiode fra 2008 til 2014 faldt støtten til Socialdemokraterne fra 21 til 15,5 procent. Ved valget i 2011 returnerede hun imidlertid partiet til regeringen efter fire år i opposition.

### Finansminister
Efter parlamentsvalget i 2011, hvor SDP blev det næststørste parti, blev Urpilainen udnævnt til finansminister og vicepremierminister i regeringen ledet af Jyrki Katainen. I denne egenskab ledede hun også møderne for Nordisk Råds finansministre i 2012.
Fremgangen for det euroskeptiske parti De Sande Finner ved valget i 2011 fik socialdemokraterne under Urpilainen for at skærpe deres holdning til euroen betydeligt, hvilket fik Finland til at blive det eneste land, der krævede sikkerhed fra Grækenland og Spanien som en del af deres internationale redninger. Den 6. juli 2012 sagde Urpilainen følgende på sit websted: "Finland foretrækker at overveje at forlade eurozonen frem for at betale andre landes gæld i valutaområdet."  Internationale nyhedsmedier, såsom The Daily Telegraph, fejlfortolkede udsagnet som en trussel om, at Finland ville forlade euroområdet. Urpilainens assistent Matti Hirvola forklarede senere hendes udtalelser, og at hun havde ment, at Finland ikke ønskede at være ansvarlig for at betale andre landes gæld.  Kun en måned senere måtte Urpilainen revidere regeringens vækstmål for regnskabsåret til nul, da eksporten aftog; de eneste lande i eurozonen, det gik dårligere for, var Grækenland og Portugal. 
Urpilainen søgte at få endnu en periode som partiformand ved Socialdemokratiets partikonference i maj 2014. Hun blev snævert besejret af sin udfordrer, Antti Rinne, med 257 mod 243 stemmer. Urpilainen stoppede efterfølgende som finansminister i juni.
Forud for præsidentvalget i 2018 blev Urpilainen omtalt som en mulig kandidat. I februar 2017 meddelte hun at hun ikke ville stille op til valget.
Fra 2017 til 2019 fungerede Urpilainen som udenrigsminister Timo Soinis særlige repræsentant for mægling.

### EU-kommissær
Den 1. december 2019 overtog Urpilainen embedet som EU-kommissær i Von der Leyen-kommissionen med internationale partnerskaber som sit arbejdsområde.

## Privatliv
Urpilainen er gift med Juha Mustonen, en embedsmand i udenrigsministeriet.  I 2017 og 2019 adopterede de to børn fra Colombia.
I 2002 indspillede Urpilainen et julealbum kaldet med versioner af "Winter Wonderland" og "Jingle Bells".